# كذبات بيضاء (فلم 1935)
كذبات بيضاء (بالإنجليزية: White Lies) هو فيلم دراما أمريكي بالأبيض والأسود من إنتاج عام 1935 وإخراج ليو بولغاكوف وبطولة فيكتور جورى.

## روابط خارجية
- مقالات تستعمل روابط فنية بلا صلة مع ويكي بيانات